# Parje
Parje je naselje u slovenskoj Općini Pivki. Parje se nalazi u pokrajini Notranjskoj i statističkoj regiji Notranjsko-kraškoj. 

## Stanovništvo
Prema popisu stanovništva iz 2002. godine naselje je imalo 108 stanovnika.